# 山原一浩
山原 一浩（やまはら かずひろ、1964年3月18日 - ）は、日本の作曲家、編曲家、ギタリスト。

## 提供作品
V6
- 「GET ONLY YOU!」（作曲）

TOKIO
- 「Booster」（作曲・編曲）
- 「自分のために」（編曲）
- 「Get Your Dream」（編曲）
- 「Over Drive」（編曲）
- 「Hummingbird」（作曲・編曲）
- 「男達のメロディー」（編曲）
- 「Love is here」（作曲・編曲）
- 「あきれるくらい 僕らは願おう」（編曲）
- 「リプライ」（編曲）
- 「また朝が来る」（作曲・編曲）
- 「The one to me」（作曲・編曲）
- 「YOUR ANSWER」（MABOと共編曲）
- 「No More Bet」（MABOと共編曲）
- 「Everlasting」（作曲・編曲）
- 「-遥か-」（編曲）
- 「それしかできない」（編曲）
- 「Wheel」（編曲）
- 「More」（編曲）
- 「自由な名の下に」（編曲）
- 「夕灼けの街」（編曲）
- 「恋人も濡れる街角」（編曲）
- 「ロースピード」（長瀬智也と共編曲）

ZONE
- 「For Tomorrow」（編曲）
- 「GO!」（編曲）
- 「足跡」（編曲）
- 「true blue」（編曲）
- 「太陽のKiss」（編曲）
- 「僕の手紙」（編曲）
- 「mind」（編曲）
- 「Bible」（編曲）
- 「Like」（編曲）
- 「glory colors 〜風のトビラ〜」（編曲）
- 「笑顔日和」（編曲）

Kis-My-Ft2
- 「Winter Lover」（編曲）
- 「Smile」（編曲）
- 「SHOOTING STARS」（編曲）
- 「My Love」（編曲）

Hey! Say! JUMP
- 「スパイシー」（編曲）
- 「それぞれ。」（編曲）

タッキー&翼
- 「約束〜World wing〜」（編曲）

A.B.C-Z
10,000 Promises.
吉沢梨絵
伊藤祥平
阿部祐也

## アニメ劇伴・挿入歌
「獣装機攻ダンクーガノヴァ」
「パタリロ西遊記!」
「爆球Hit!クラッシュビーダマン」
「プリティーリズム・ディアマイフューチャー」
- 「Mirage JET」（作曲・編曲）
- 「サンキュッ!!」（作曲・編曲）
- 「LOVE♥MIX」（作曲・編曲）
- 「cheer! yeah!×2」（作曲・編曲）
- 「よいなかそ♥」（作曲・編曲）
- 「Que sera」（作曲・編曲）

「プリティーリズム・レインボーライブ」
- 「ハート♥イロ♥トリドリ〜ム」（作曲・編曲）
- 「BT37.5」（作曲・編曲）
- 「Sweet time Cooking magic 〜胸ペコなんです私って〜」（作曲・編曲）
- 「Reboot」（作曲・編曲）
- 「Vanity♥colon」（作曲・編曲）
- 「Blowin' in the Mind」（作曲・編曲）
- 「Get music!」（作曲・編曲）
- 「pride」（作曲・編曲）
- 「Rosette Nebula」（作曲・編曲）
- 「どしゃぶりHAPPY!」（作曲・編曲）
- 「FREEDOM」（作曲・編曲）
- 「cherry-picking days」（作曲・編曲）
- 「ALIVE」（作曲・編曲）
- 「Little Wing&Beautiful Pride」（作曲・編曲）
- 「athletic core」（作曲・編曲）

「プリパラ」
- 「ま〜ぶるMake up a-ha-ha!」（作曲・編曲）
- 「太陽のflare sherbet」（作曲・編曲）
- 「No D&D code」（作曲・編曲）
- 「君100%人生」（作曲・編曲）
- 「太陽のflare sherbet サクラシャワーver.」（作曲・編曲）
- 「でび&えん☆Reversible-Ring」（作曲・編曲）
- 「コノウタトマレイヒ」（作曲・編曲）
- 「絶対生命 final show女」（作曲・編曲）
- 「Twin mirror♥compact」（作曲・編曲）
- 「Just My Chance Call」（作曲・編曲）
- 「ぷりぱら☆ララン」（作曲・編曲）

## ゲーム
- 「Dの食卓2」

## ギター演奏
- 「金曜ドラマ『歌姫』」
- 「映画『ドロップ』」
- 「犬を飼うということ」
- 「ドクターX〜外科医・大門未知子〜」